# Arondismentul Beauvais
Arondismentul Beauvais (în franceză Arrondissement de Beauvais) este un arondisment din departamentul Oise, regiunea Picardia, Franța.

## Subdiviziuni

### Cantoane
- Cantonul Auneuil
- Cantonul Beauvais-Nord-Est
- Cantonul Beauvais-Nord-Ouest
- Cantonul Beauvais-Sud-Ouest
- Cantonul Chaumont-en-Vexin
- Cantonul Le Coudray-Saint-Germer
- Cantonul Crèvecœur-le-Grand
- Cantonul Formerie
- Cantonul Grandvilliers
- Cantonul Marseille-en-Beauvaisis
- Cantonul Méru
- Cantonul Nivillers
- Cantonul Noailles
- Cantonul Songeons

### Comune
| 1. Abancourt (60001)                  | 2. Abbecourt (60002)                  | 3. Achy (60004)                        | 4. Allonne (60009)                     |
| 5. Amblainville (60010)               | 6. Andeville (60012)                  | 7. Anserville (60018)                  | 8. Auchy-la-Montagne (60026)           |
| 9. Auneuil (60029)                    | 10. Auteuil (60030)                   | 11. Bachivillers (60038)               | 12. Bailleul-sur-Thérain (60041)       |
| 13. Bazancourt (60049)                | 14. Beaudéduit (60051)                | 15. Beaumont-les-Nonains (60054)       | 16. Beauvais (60057)                   |
| 17. Berneuil-en-Bray (60063)          | 18. Berthecourt (60065)               | 19. Blacourt (60073)                   | 20. Blancfossé (60075)                 |
| 21. Blargies (60076)                  | 22. Blicourt (60077)                  | 23. Boissy-le-Bois (60080)             | 24. Bonlier (60081)                    |
| 25. Bonnières (60084)                 | 26. Bornel (60088)                    | 27. Boubiers (60089)                   | 28. Bouconvillers (60090)              |
| 29. Boury-en-Vexin (60095)            | 30. Boutavent (60096)                 | 31. Boutencourt (60097)                | 32. Bouvresse (60098)                  |
| 33. Bresles (60103)                   | 34. Briot (60108)                     | 35. Brombos (60109)                    | 36. Broquiers (60110)                  |
| 37. Buicourt (60114)                  | 38. Campeaux (60122)                  | 39. Canny-sur-Thérain (60128)          | 40. Catheux (60131)                    |
| 41. Cauvigny (60135)                  | 42. Cempuis (60136)                   | 43. Chambors (60140)                   | 44. Chaumont-en-Vexin (60143)          |
| 45. Chavençon (60144)                 | 46. Choqueuse-les-Bénards (60153)     | 47. Conteville (60161)                 | 48. Corbeil-Cerf (60162)               |
| 49. Cormeilles (60163)                | 50. Le Coudray-Saint-Germer (60164)   | 51. Le Coudray-sur-Thelle (60165)      | 52. Courcelles-lès-Gisors (60169)      |
| 53. Crillon (60180)                   | 54. Le Crocq (60182)                  | 55. Croissy-sur-Celle (60183)          | 56. Crèvecoeur-le-Grand (60178)        |
| 57. Cuigy-en-Bray (60187)             | 58. Daméraucourt (60193)              | 59. Dargies (60194)                    | 60. Delincourt (60195)                 |
| 61. Doméliers (60199)                 | 62. Le Déluge (60196)                 | 63. Ernemont-Boutavent (60214)         | 64. Escames (60217)                    |
| 65. Esches (60218)                    | 66. Escles-Saint-Pierre (60219)       | 67. Espaubourg (60220)                 | 68. Le Fay-Saint-Quentin (60230)       |
| 69. Fay-les-Étangs (60228)            | 70. Feuquières (60233)                | 71. Flavacourt (60235)                 | 72. Fleury (60239)                     |
| 73. Fontaine-Bonneleau (60240)        | 74. Fontaine-Lavaganne (60242)        | 75. Fontaine-Saint-Lucien (60243)      | 76. Fontenay-Torcy (60244)             |
| 77. Formerie (60245)                  | 78. Fosseuse (60246)                  | 79. Fouilloy (60248)                   | 80. Fouquenies (60250)                 |
| 81. Fouquerolles (60251)              | 82. Francastel (60253)                | 83. Fresne-Léguillon (60257)           | 84. Fresneaux-Montchevreuil (60256)    |
| 85. Frocourt (60264)                  | 86. Le Gallet (60267)                 | 87. Gaudechart (60269)                 | 88. Gerberoy (60271)                   |
| 89. Glatigny (60275)                  | 90. Goincourt (60277)                 | 91. Gourchelles (60280)                | 92. Grandvilliers (60286)              |
| 93. Grez (60289)                      | 94. Grémévillers (60288)              | 95. Guignecourt (60290)                | 96. Hadancourt-le-Haut-Clocher (60293) |
| 97. Halloy (60295)                    | 98. Le Hamel (60297)                  | 99. Hannaches (60296)                  | 100. Hanvoile (60298)                  |
| 101. Hardivillers-en-Vexin (60300)    | 102. Haucourt (60301)                 | 103. Haudivillers (60302)              | 104. Hautbos (60303)                   |
| 105. Haute-Épine (60304)              | 106. Herchies (60310)                 | 107. Hermes (60313)                    | 108. Hodenc-en-Bray (60315)            |
| 109. Hodenc-l'Évêque (60316)          | 110. La Houssoye (60319)              | 111. Hécourt (60306)                   | 112. Hénonville (60309)                |
| 113. Héricourt-sur-Thérain (60312)    | 114. Hétomesnil (60314)               | 115. Ivry-le-Temple (60321)            | 116. Jaméricourt (60322)               |
| 117. Jouy-sous-Thelle (60327)         | 118. Juvignies (60328)                | 119. Laboissière-en-Thelle (60330)     | 120. Labosse (60331)                   |
| 121. Lachapelle-Saint-Pierre (60334)  | 122. Lachapelle-aux-Pots (60333)      | 123. Lachapelle-sous-Gerberoy (60335)  | 124. Lachaussée-du-Bois-d'Écu (60336)  |
| 125. Lafraye (60339)                  | 126. Lalande-en-Son (60343)           | 127. Lalandelle (60344)                | 128. Lannoy-Cuillère (60347)           |
| 129. Lattainville (60352)             | 130. Lavacquerie (60353)              | 131. Laverrière (60354)                | 132. Laversines (60355)                |
| 133. Lavilletertre (60356)            | 134. Lhéraule (60359)                 | 135. Liancourt-Saint-Pierre (60361)    | 136. Lierville (60363)                 |
| 137. Lihus (60365)                    | 138. Loconville (60367)               | 139. Lormaison (60370)                 | 140. Loueuse (60371)                   |
| 141. Luchy (60372)                    | 142. Maisoncelle-Saint-Pierre (60376) | 143. Aux Marais o Aux-Marais (60703)   | 144. Marseille-en-Beauvaisis (60387)   |
| 145. Martincourt (60388)              | 146. Maulers (60390)                  | 147. Le Mesnil-Conteville (60397)      | 148. Le Mesnil-Théribus (60401)        |
| 149. Milly-sur-Thérain (60403)        | 150. Moliens (60405)                  | 151. Monceaux-l'Abbaye (60407)         | 152. Monneville (60411)                |
| 153. Le Mont-Saint-Adrien (60428)     | 154. Montagny-en-Vexin (60412)        | 155. Montherlant (60417)               | 156. Montjavoult (60420)               |
| 157. Montreuil-sur-Thérain (60426)    | 158. Monts (60427)                    | 159. Mortefontaine-en-Thelle (60433)   | 160. Morvillers (60435)                |
| 161. Mouchy-le-Châtel (60437)         | 162. Muidorge (60442)                 | 163. Mureaumont (60444)                | 164. Méru (60395)                      |
| 165. Neuville-Bosc (60452)            | 166. La Neuville-Garnier (60455)      | 167. La Neuville-Vault (60460)         | 168. La Neuville-d'Aumont (60453)      |
| 169. La Neuville-sur-Oudeuil (60458)  | 170. Nivillers (60461)                | 171. Noailles (60462)                  | 172. Novillers (60469)                 |
| 173. Offoy (60472)                    | 174. Omécourt (60476)                 | 175. Ons-en-Bray (60477)               | 176. Oroër (60480)                     |
| 177. Oudeuil (60484)                  | 178. Parnes (60487)                   | 179. Pierrefitte-en-Beauvaisis (60490) | 180. Pisseleu (60493)                  |
| 181. Ponchon (60504)                  | 182. Porcheux (60510)                 | 183. Pouilly (60512)                   | 184. Prévillers (60514)                |
| 185. Puiseux-en-Bray (60516)          | 186. Quincampoix-Fleuzy (60521)       | 187. Rainvillers (60523)               | 188. Reilly (60528)                    |
| 189. Ressons-l'Abbaye (60532)         | 190. Rochy-Condé (60542)              | 191. Romescamps (60545)                | 192. Rotangy (60549)                   |
| 193. Rothois (60550)                  | 194. Roy-Boissy (60557)               | 195. Saint-Arnoult (60566)             | 196. Saint-Aubin-en-Bray (60567)       |
| 197. Saint-Crépin-Ibouvillers (60570) | 198. Saint-Deniscourt (60571)         | 199. Saint-Germain-la-Poterie (60576)  | 200. Saint-Germer-de-Fly (60577)       |
| 201. Saint-Léger-en-Bray (60583)      | 202. Saint-Martin-le-Noeud (60586)    | 203. Saint-Maur (60588)                | 204. Saint-Omer-en-Chaussée (60590)    |
| 205. Saint-Paul (60591)               | 206. Saint-Pierre-es-Champs (60592)   | 207. Saint-Quentin-des-Prés (60594)    | 208. Saint-Samson-la-Poterie (60596)   |
| 209. Saint-Sulpice (60598)            | 210. Saint-Thibault (60599)           | 211. Saint-Valery (60602)              | 212. Sainte-Geneviève (60575)          |
| 213. Sarcus (60604)                   | 214. Sarnois (60605)                  | 215. Le Saulchoy (60608)               | 216. Savignies (60609)                 |
| 217. Senantes (60611)                 | 218. Senots (60613)                   | 219. Serans (60614)                    | 220. Silly-Tillard (60620)             |
| 221. Sommereux (60622)                | 222. Songeons (60623)                 | 223. Sully (60624)                     | 224. Sérifontaine (60616)              |
| 225. Talmontiers (60626)              | 226. Therdonne (60628)                | 227. Thibivillers (60630)              | 228. Thieuloy-Saint-Antoine (60633)    |
| 229. Thérines (60629)                 | 230. Tillé (60639)                    | 231. Tourly (60640)                    | 232. Trie-Château (60644)              |
| 233. Trie-la-Ville (60645)            | 234. Troissereux (60646)              | 235. Troussures (60649)                | 236. Valdampierre (60652)              |
| 237. Vaudancourt (60659)              | 238. Le Vaumain (60660)               | 239. Le Vauroux (60662)                | 240. Velennes (60663)                  |
| 241. Verderel-lès-Sauqueuse (60668)   | 242. Viefvillers (60673)              | 243. Villembray (60677)                | 244. Villeneuve-les-Sablons (60678)    |
| 245. Villers-Saint-Barthélemy (60681) | 246. Villers-Saint-Sépulcre (60685)   | 247. Villers-Vermont (60691)           | 248. Villers-sur-Auchy (60687)         |
| 249. Villers-sur-Bonnières (60688)    | 250. Villers-sur-Trie (60690)         | 251. Villotran (60694)                 | 252. Vrocourt (60697)                  |
| 253. Wambez (60699)                   | 254. Warluis (60700)                  | 255. Élencourt (60205)                 | 256. Énencourt-Léage (60208)           |
| 257. Énencourt-le-Sec (60209)         | 258. Éragny-sur-Epte (60211)          |                                        |                                        |